# Humberto Mariles
Humberto Mariles Cortés (ur. 13 czerwca 1913 w Parral, zm. 6 grudnia 1972 w Paryżu) – meksykański jeździec sportowy. Trzykrotny medalista olimpijski z Londynu (1948).
Największe sukcesy odnosił w konkurencji skoków przez przeszkody. W Londynie zdobył dwa złote medale, w konkursie indywidualnym i drużynowym. W drużynie był także trzeci w WKKW. Brał udział w IO 52.
Zwyciężył w drużynowym konkursie skoków przez przeszkody na igrzyskach panamerykańskch w 1955 w Meksyku.

## Starty olimpijskie (medale)
Londyn 1948
- skoki: konkurs indywidualny i drużynowy (na koniu Arete) –  złoto
- WKKW: konkurs drużynowy (na koniu Parral) –  brąz